# TVB
Television Broadcasts Limited (TVB) – nadawca telewizyjny z siedzibą w Hongkongu.

## Kanały
- TVB Finance & Information Channel
- TVB Jade
- TVB J2
- TVB News Channel
- TVB Pearl

### MyTV SUPER
- Asian Select
- Asian Variety
- Chinese Drama
- Chinese Opera Channel
- Classic Movies
- Entertainment News
- Food
- Jade Catch Up
- Japanese Drama
- Korean Drama
- Sports
- TVB Classic
- TVB Radio
- TVBN 2
- Travel

### Międzynarodowy
- Asian Action Channel
- Hub Cantonese on Demand (tylko Singapur)
- Hub Drama First (tylko Singapur)
- Fairchild TV (20% własności; współwłasność z Fairchild Group)
- Jadeworld (Stany Zjednoczone)
- TVB Chinese Opera Channel (wersja międzynarodowa)
- TVB Entertainment News (wersja międzynarodowa)
- TVB Jade (wersja międzynarodowa)
- TVB Korea Channel
- TVB News Channel (wersja międzynarodowa)
- TVB Finance & Information Channel (wersja międzynarodowa)
- TVB Vietnam (tylko Wietnam, własność SCTV9)
- TVB Xing He (tylko wersja dla Azji i Tajlandii)
- TVB-Europe
- TVB Jade Azja Południowo-Wschodnia (Malezja i Singapur)
- Hub VV Drama (tylko Singapur, wybrany dramat TVB w języku mandaryńskim)

### Malezja
Współwłasność Astro:
- Asian Action Channel
- Astro AOD
- Astro AOD HD
- Astro Wah Lai Toi
- Astro Wah Lai Toi HD
- TVB Classic
- TVB Classic Movies
- TVB Entertainment News
- TVB Jade Southeast Asia
- TVB Xing He
- TVBS-Asia

### Tajlandia
- TVB Drama Thai Channel (V2H11)